# جنج كوإيدزمي
جُنْجِ كوإيدْزُمي (باليابانية: 小泉 淳嗣) (11 يناير 1968 في توتشيغي في اليابان – )؛ هو لاعب كرة قدم ياباني سابق كان يلعب كمدافع.

## وصلات خارجية
- جنج كوإيدزمي على موقع رابطة كرة القدم اليابانية للمحترفين (اليابانية)
- جنج كوإيدزمي على موقع عالم كرة القدم.نت (الإنجليزية)